# Argenteuil
Argenteuil je město v severozápadní části metropolitní oblasti Paříže ve Francii v departmentu Val-d'Oise a regionu Île-de-France. Má přibližně 107 tisíc obyvatel. Od centra Paříže je vzdálené 12,3 km.

## Geografie
Sousední obce jsou Bezons, Cormeilles-en-Parisis, Sannois, Saint-Gratien, Épinay-sur-Seine,Gennevilliers, Colombes a Sartrouville.

## Vývoj počtu obyvatel
Počet obyvatel

## Partnerská města
- Alessandria, Itálie
- Clydebank, Skotsko
- Dessau-Roßlau, Německo
- Hunedoara, Rumunsko